# Eugene Schmitz
Eugene Schmitz (San Francisco, 22 agosto 1864 – San Francisco, 20 novembre 1928) è stato un politico e musicista statunitense, 26° sindaco di San Francisco.